# Saints des catacombes
 (octobre 2020).

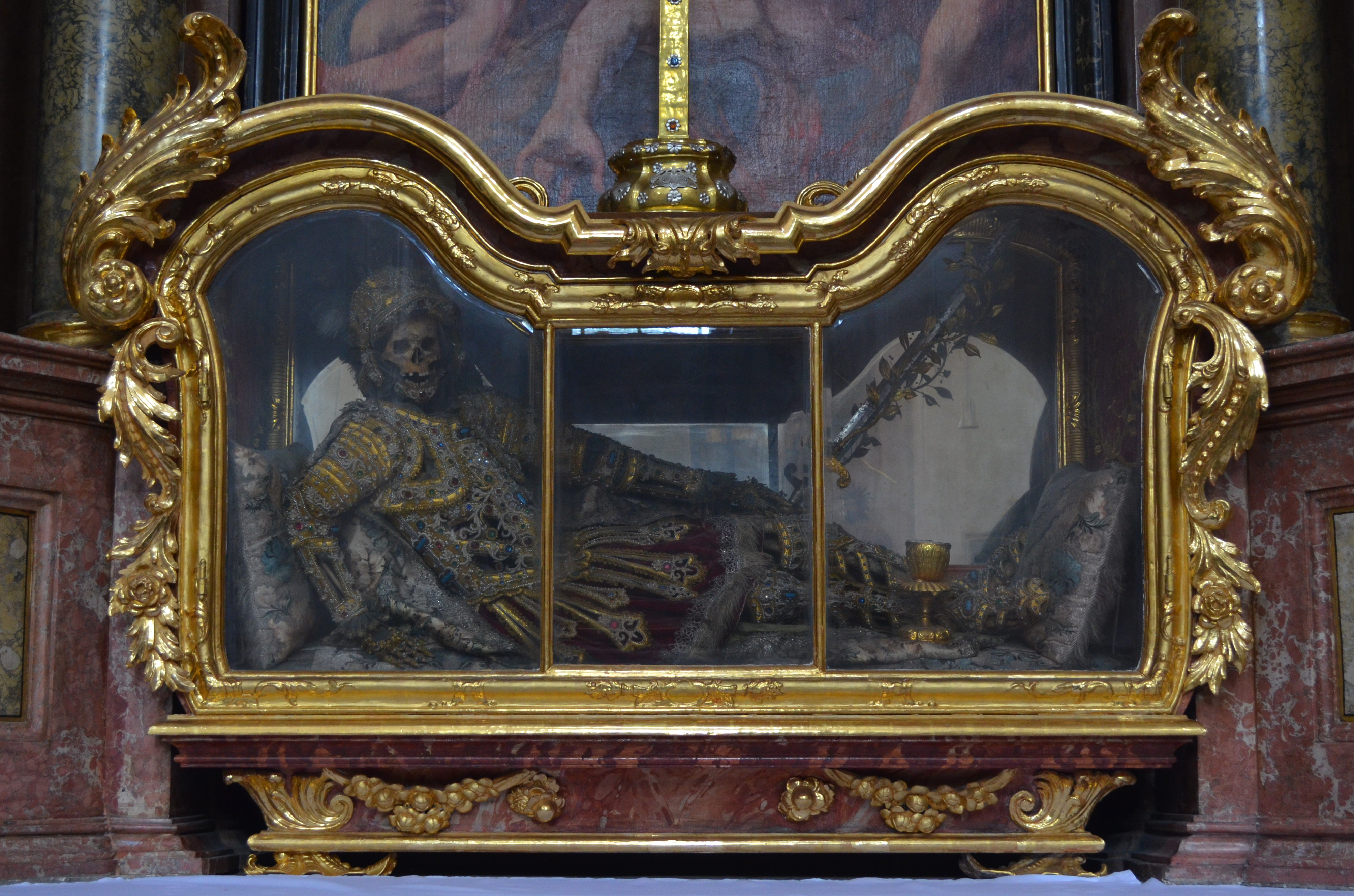
Ancienne abbatiale de Waldsassen : « corps saint » de Theodosius, soldat et martyr. Décoré par Adalbart Eder, convers cistercien, au XVIIIe siècle.

Les saints des catacombes ou « corps saints des catacombes » sont des corps exhumés des catacombes de Rome après leur « redécouverte » fortuite en 1578. Ils sont considérés par l'Église catholique romaine comme ceux de martyrs et saints chrétiens des premiers siècles. Entre le dernier quart du XVIe siècle et le milieu du XIXe siècle, leurs ossements sont dispersés dans l'espace catholique comme reliques, pour affirmer l'éminence et la légitimité de Rome dans le cadre de la dimension « Contre-Réforme » de la Réforme catholique.

## Origines
Le 31 mai 1578, des ouvriers mettent au jour, à proximité de la via Salaria Nuova, l'entrée d'une galerie qui les mène aux anciennes Catacombes de Rome, où la tradition veut qu'aient été enterrés les restes des premiers martyrs chrétiens. Pendant presque un siècle, dévots et trafiquants pillent ce gisement de reliques, jusqu'à ce que le pape Clément IX tente d'y mettre bon ordre. Le 4 août 1667, il institue la congrégation des indulgences et des très saintes reliques, confirmée par une bulle papale le 6 juillet 1669. À partir de ce moment, malgré quelques abus persistants, l'identification, l'authentification et la distribution des reliques est principalement organisée par l'Église.

## Organisation
Le 10 avril 1668, la congrégation des indulgences et des très saintes reliques définit par décret les deux signes distinctifs qui doivent attester du martyre : la palme associée à l’inscription accompagnant les restes et le récipient supposé contenir le sang du supplicié. Les reliques ainsi avérées sont confiées à la Custode des très saintes reliques. Placé sous l'autorité du cardinal-vicaire — qui les authentifie — et de son vice-gérant — qui présente les requêtes —, le custode en assure l'extraction et la répartition, en s'appuyant sur une organisation comportant des adjoints (sottocustode et députés) et des fossoyeurs (cavatori). Fort critiqués par les archéologues, qui leur reprochent leur absence de méthode et leur ignorance des inscriptions, les custodes se verront progressivement cantonnés à la conservation et à la répartition des reliques.
Un certain quota de reliques est par ailleurs réservé au sacristain du pape, qui a la possibilité de les répartir à sa discrétion. Progressivement, alors qu'une approche archéologique embryonnaire se met en place, les modalités d'extraction des Catacombes se précisent, ainsi que le culte qui peut être rendu aux reliques qui en proviennent. Les croyants, à titre personnel ou à travers des institutions religieuses, peuvent alors déposer une demande circonstanciée au custode, au vicaire ou au sacristain, et recevoir en retour des fragments d'un « corps saint » correspondant à leurs aspirations.

## Typologie des «corps saints»

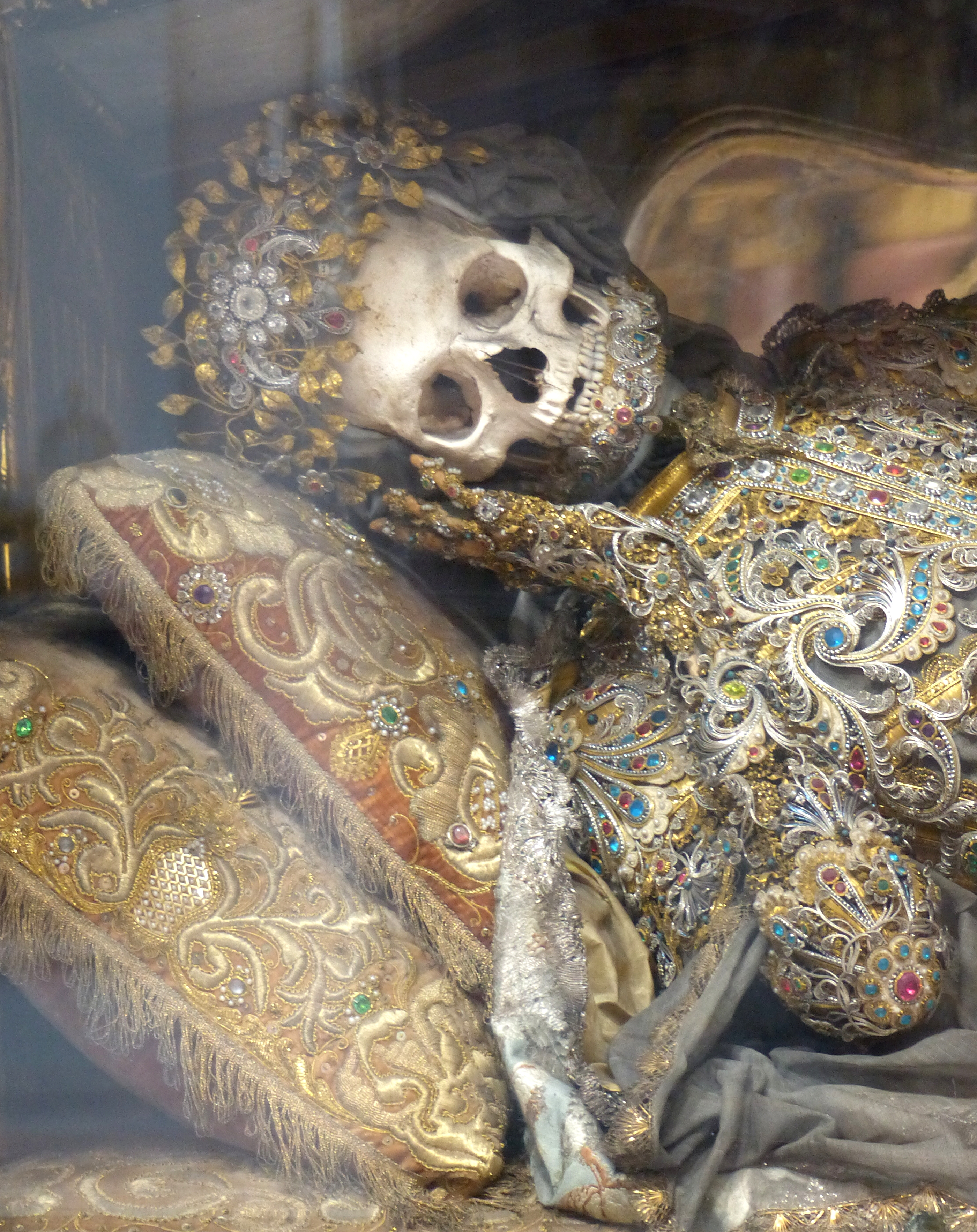
Reliques de saint Maximin, basilique de Waldsassen, Bavière.

Les restes humains retrouvés dans les Catacombes peuvent être accompagnés d'inscriptions qui permettent de les identifier (ils sont alors qualifiés de « saints de nom propre »). La plupart du temps, ces indications faisant défaut, ils reçoivent un nom choisi arbitrairement et désignant généralement une vertu chrétienne (Probe, Patience, Fidèle, etc.). Ils sont alors qualifiés de « saints baptisés ». La préférence des dévots va naturellement au saints de nom propre, dont l'hagiographie plus ou moins documentée peut servir de base à un culte particulier. Les saints baptisés font, quant à eux, l'objet d'une biographie générique, basée sur un récit-type. Les suppliques adressées à la Custode orientent parfois le choix des reliques, le nom du saint étant alors choisi en fonction de la destination décrite par les solliciteurs.

## Répartition

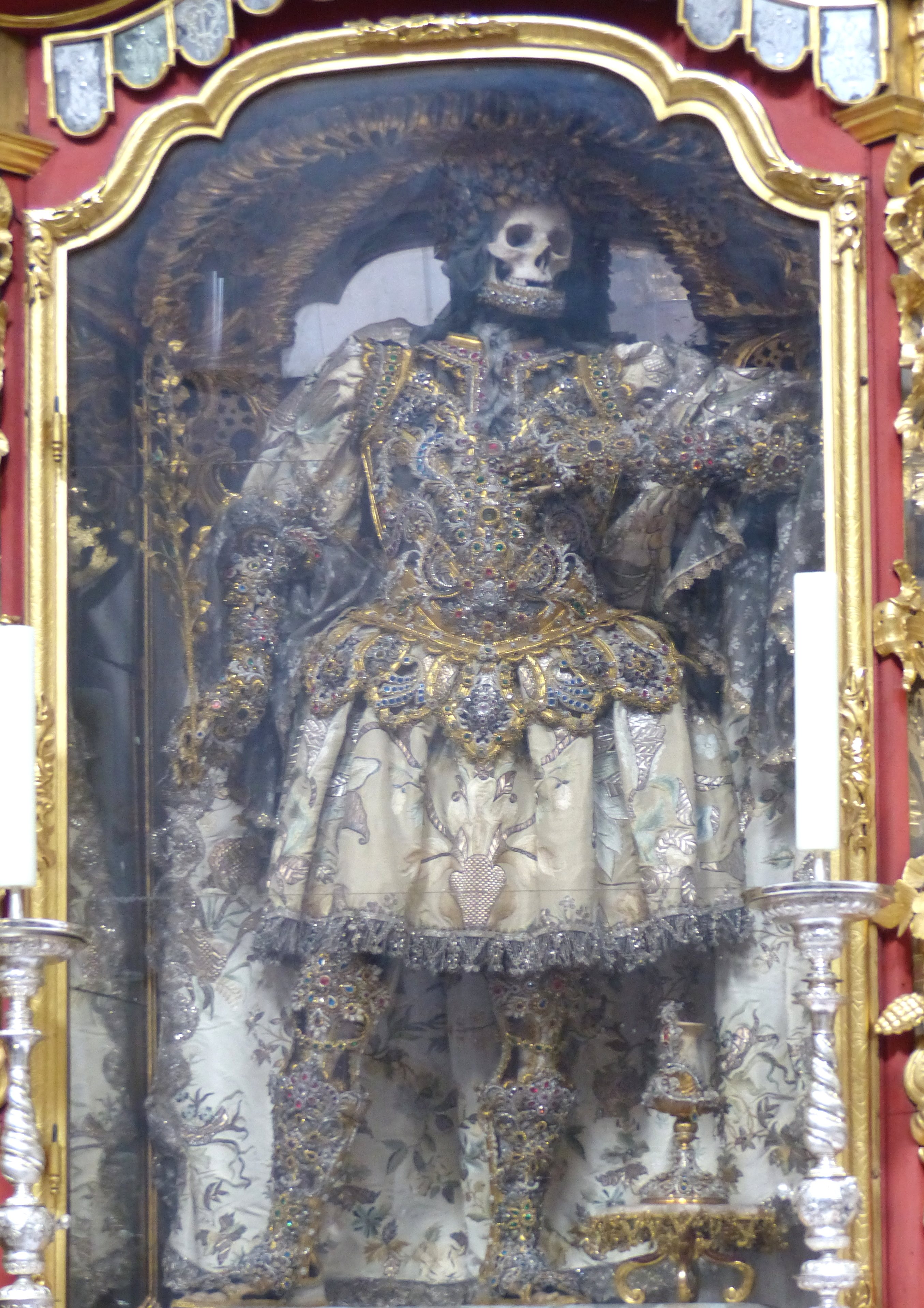
Mise en scène des reliques de saint Gratien, basilique de Waldsassen, Bavière.

Une fois posés les principes et l'organisation, la distribution des « corps saints » se développe à travers la Chrétienté. Entre 1800 et 1850, 1 347 « corps saints » sont ainsi délivrés par la Custode, principalement en Italie (47,66 %), en France (23,2 %) et en Espagne (8,9 %). Une fois attribuées et certifiées, les reliques sont confiées aux requérants, qui organisent leur translation et l'accueil des fidèles sur leurs terres d'adoption. Elles ont entretemps été mises en scène, soit disposées dans un reliquaire, soit enchâssées dans une effigie de cire richement vêtue et dont émergent des éléments osseux authentiques (dents, portion de crâne, phalanges). L'effigie peut également figurer des marques de supplice rappelant les modalités supposées du martyre. 
Les reliques sont accueillies en grande pompe, leur arrivée étant contextualisée par le clergé qui a accompagné les procédures d'attribution, afin de justifier le choix du saint qui leur a été attribué et d'orienter le type de vénération qui se développera chez des fidèles a priori étrangers à l'histoire du défunt. Certaines translations sont accompagnées de célébrations fastueuses, d'autres sont plus modestes. Elles sont souvent suivies par l'installation d'une vénération solide et durable, mais s'avèrent parfois un échec du point de vue cultuel.

## Utilisation des «corps saints»
Pour Rome, les « corps saints » établissent tout d'abord la filiation directe entre l'Église primitive et la Papauté et confirment l'orthodoxie de la religion catholique. Ils sont ensuite, de par leur répartition au sein de la Chrétienté, un instrument de propagande et de mobilisation du clergé et des fidèles.

## Dépérissement de la pratique
Dès l'origine, en raison des pratiques intéressées des fossoyeurs, l'authenticité des preuves de sainteté associées aux dépouilles est fréquemment mise en doute. À partir du XIXe siècle, les opérations gérées par la Custode font l'objet de critiques grandissantes, tant sur le plan archéologique que sur le plan doctrinal. Ces tensions obligent le pape Grégoire XVI à créer la fonction de Conservateur des cimetières sacrés, dont les prérogatives concurrencent celles de la Custode. 
Après le conflit frontal provoqué par la découverte et l'authentification, à l'initiative des archéologues et au mépris de la Custode, des restes du martyr Hyacinthe, le pape Pie IX crée, le 6 janvier 1852, la Commission d'archéologie sacrée, qui retire la supervision des fouilles à la Custode, tandis que les prélèvements et la distribution des reliques se tarissent rapidement.  
Monseigneur Xavier de Merode  est mort en 1874 d'une pneumonie juste après avoir été visiter les catacombes romaines.  
Les dépôts détenus par la Custode sont examinés à la lumière de nouvelles publications qui mettent en doute les critères utilisés pour déterminer la sainteté des dépouilles. Les épitaphes, réexaminées, ne font pas mention du martyre. Le « vase de sang » (le flacon supposé contenir le sang du supplicié) apparaît comme une offrande de vin de messe. À l'étude, la population des Catacombes se révèle très différente de celle décrite par les martyrologes. Enfin, les recherches historiques indiquent que la plupart des martyrs ont été déposés dans les églises de Rome au VIIIe siècle. L'Église ne se déjugera pas, mais la pratique cesse d'être alimentée. En France, les évêques incitent les paroisses à la prudence concernant la vénération des reliques et, une fois les « corps saints » soustraits à la vue des fidèles, la pratique dépérit progressivement.